# Julie-Marie Parmentier
Julie-Marie Parmentier (Saint-Quentin, 13 giugno 1981) è un'attrice francese.

## Biografia
Parmentier debutta sul grande schermo in Petites (1997) e La vie ne me fait pas peur (1998) di Noémie Lvovsky. Interpreta ruoli sul grande e piccolo schermo sotto la direzione di Kim Chapiron, Raoul Peck, Yves Boisset, Isild Le Besco, Jacques Rivette e nel 2010 interpreta il ruolo di No, una giovane senzatetto, in No et moi sotto la regia di Zabou Breitman. Nello stesso anno la Comédie-Française l'accoglie come residente, dove debutta ne I vestiti nuovi dell'imperatore.
Nel 2011, interpreta Camille in Non si scherza con l'amore, diretto da Yves Beaunesne, e Agnès in La scuola delle mogli, diretto da Jacques Lassalle. Nel 2018, Parmentier recita in La Révolte, una pièce di Auguste de Villiers de L'Isle Adam, diretta da Charles Tordjman, al Théâtre de Poche Montparnasse.

## Filmografia
- La vie ne me fait pas peur, regia di Noémie Lvovsky (1998)
- La ville est tranquille, regia di Robert Guédiguian (1999)
- Les Blessures assassines, regia di Jean-Pierre Denis (2000)
- Marie-Jo e i suoi due amori (Marie-Jo et ses deux amours), regia di Robert Guédiguian (2001)
- Le Ventre de Juliette, regia di Martin Provost (2002)
- Folle Embellie regia di Dominique Cabrera (2003)
- Sheitan, regia di Kim Chapiron (2005)
- Charly, regia di Isild Le Besco (2006)
- Questione di punti di vista (36 vues du Pic Saint Loup), regia di Jacques Rivette (2009)
- Les Petits Ruisseaux, regia di Pascal Rabaté (2010)
- No et moi, regia di Zabou Breitman (2010)
- Le nevi del Kilimangiaro (Les Neiges du Kilimandjaro), regia di Robert Guédiguian (2011)
- Addio mia regina (Les Adieux à la Reine), regia di Benoît Jacquot (2012)
- Fever, regia di Raphaël Neal (2014)
- Évolution, regia di Lucile Hadzihalilovic (2015)
- I visitatori 3 - Liberté, egalité, fraternité (Les Visiteurs : La Révolution), regia di Jean-Marie Poiré (2016)
- Cessez-le-feu, regia di Emmanuel Courcol (2017)
- Demain et tous les autres jours, regia di Noémie Lvovsky (2017)